# Домановићи
Домановићи су насељено мјесто у Босни и Херцеговини у граду Чапљина које административно припада Федерацији Босне и Херцеговине. Према попису становништва из 1991. у насељу је живјело 1.270 становника.

## Становништво
| Националност       | 1991.        |
| Муслимани          | 727 (57,24%) |
| Хрвати             | 326 (25,66%) |
| Срби               | 186 (14,64%) |
| Југословени        | 21 (1,65%)   |
| остали и непознато | 10 (0,78%)   |
| Укупно             | 1.270        |